# 印度唢呐

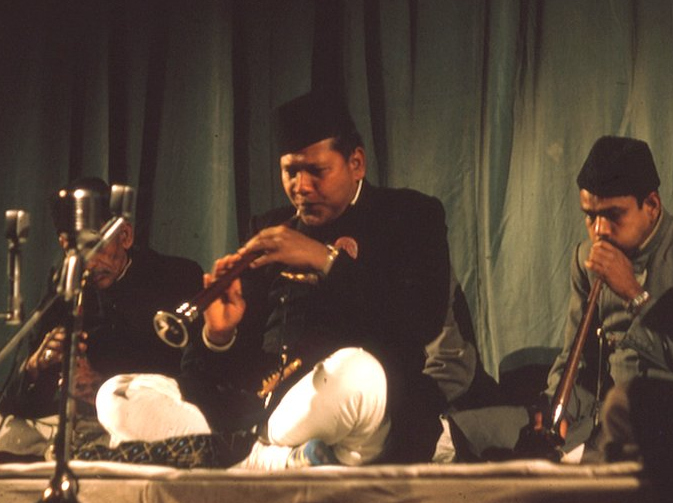
比斯米拉汗吹奏印度唢呐

印度唢呐是流行于南亚次大陆北部的一种双簧或四簧木管乐器。印度南部流行的呐音管与之类似，但管身更长。